# Fours (Gironde)
Pour les articles homonymes, voir Fours.
Fours est une commune du Sud-Ouest de la France, dans le département de la Gironde région en Nouvelle-Aquitaine.

## Géographie

### Localisation
Commune viticole de l'aire d'attraction de Blaye située dans le Blayais sur l'estuaire de la Gironde au nord de Blaye.

### Communes limitrophes
Les communes limitrophes sont  Eyrans, Mazion, Saint-Androny, Saint-Genès-de-Blaye et Saint-Seurin-de-Cursac.
| Saint-Androny        |                        | Eyrans |
|                      | Fours                  | Mazion |
| Saint-Genès-de-Blaye | Saint-Seurin-de-Cursac |        |

### Géologie et relief
La superficie de la commune est de 464 hectares ; son altitude varie de 0  à   33 mètres.

### Hydrographie
La commune est arrosée par l'estuaire de la Gironde.

### Climat
Pour des articles plus généraux, voir Climat de la Nouvelle-Aquitaine et Climat de la Gironde.
Historiquement, la commune est exposée à un climat océanique aquitain.  
En 2020, Météo-France publie une typologie des climats de la France métropolitaine dans laquelle la commune est exposée à un climat océanique et est dans la région climatique  Aquitaine, Gascogne, caractérisée par une pluviométrie abondante au printemps, modérée en automne, un faible ensoleillement au printemps, un été chaud (19,5 °C), des vents faibles, des brouillards fréquents en automne et en hiver et des orages fréquents en été (15 à 20 jours).
Pour la période 1971-2000, la température annuelle moyenne est de 13 °C, avec une amplitude thermique annuelle de 14,7 °C. Le cumul annuel moyen de précipitations est de 927 mm, avec 12,2 jours de précipitations en janvier et 6,8 jours en juillet. Pour la période 1991-2020, la température moyenne annuelle observée sur la station météorologique la plus proche, située sur la commune de Pauillac à 10 km à vol d'oiseau, est de 14,0 °C et le cumul annuel moyen de précipitations est de 857,0 mm,. Pour l'avenir, les paramètres climatiques de la commune estimés pour 2050 selon différents scénarios d’émission de gaz à effet de serre sont consultables sur un site dédié publié par Météo-France en novembre 2022.

## Urbanisme

### Typologie
Au 1er janvier 2024, Fours est catégorisée commune rurale à habitat dispersé, selon la nouvelle grille communale de densité à sept niveaux définie par l'Insee en 2022.
Elle appartient à l'unité urbaine de Blaye, une agglomération intra-départementale regroupant neuf  communes, dont elle est une commune de la banlieue,,. Par ailleurs la commune fait partie de l'aire d'attraction de Blaye, dont elle est une commune de la couronne,. Cette aire, qui regroupe 13 communes, est catégorisée dans les aires de moins de 50 000 habitants,.
La commune, bordée par l'estuaire de la Gironde, est également une commune littorale au sens de la loi du 3 janvier 1986, dite loi littoral. Des dispositions spécifiques d’urbanisme s’y appliquent dès lors afin de préserver les espaces naturels, les sites, les paysages et l’équilibre écologique du littoral, tel le principe d'inconstructibilité, en dehors des espaces urbanisés, sur la bande littorale des 100 mètres, ou plus si le plan local d’urbanisme le prévoit.

### Occupation des sols

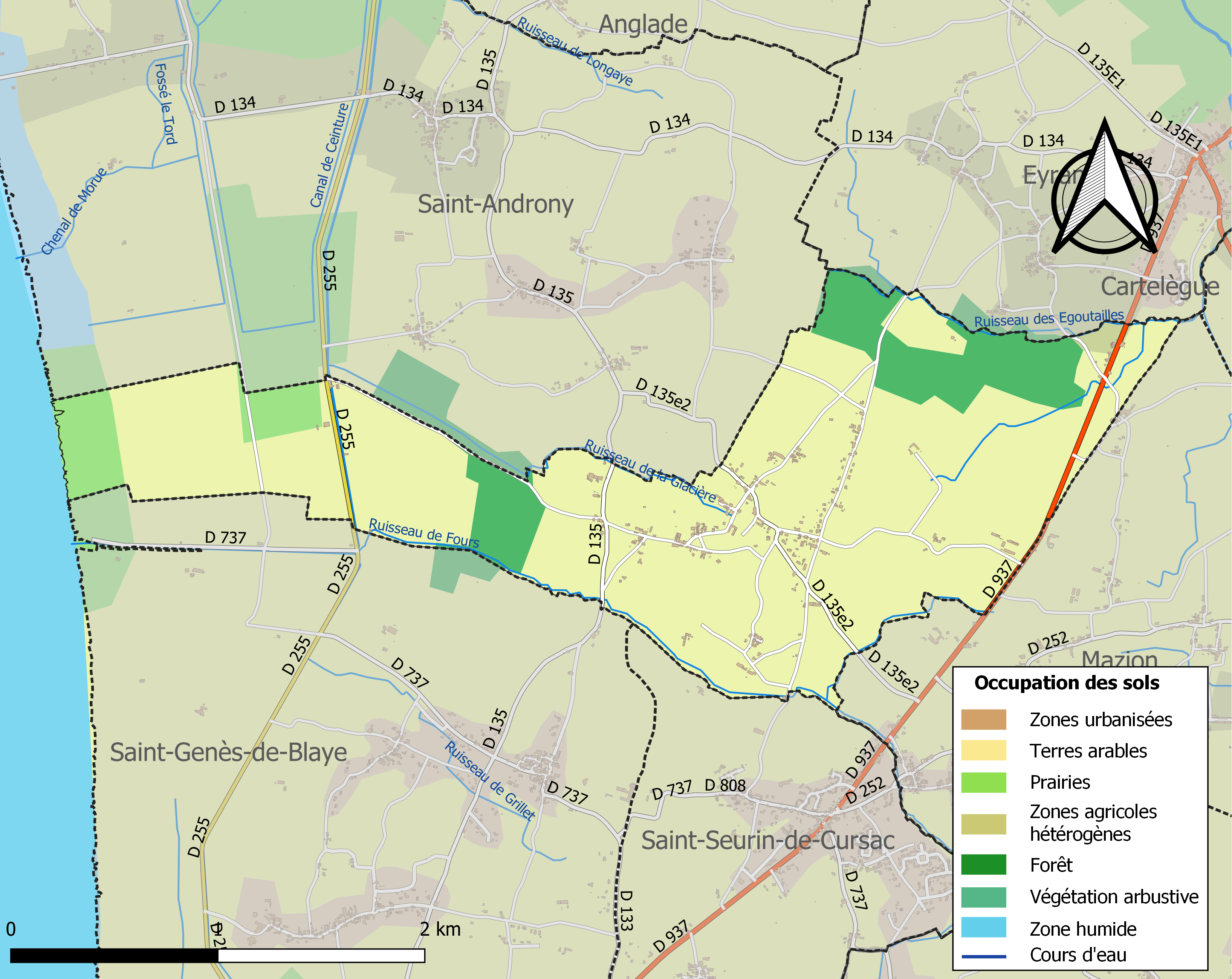
Carte des infrastructures et de l'occupation des sols de la commune en 2018 (CLC).

L'occupation des sols de la commune, telle qu'elle ressort de la base de données européenne d’occupation biophysique des sols Corine Land Cover (CLC), est marquée par l'importance des territoires agricoles (86,2 % en 2018), une proportion sensiblement équivalente à celle de 1990 (86,1 %). La répartition détaillée en 2018 est la suivante : 
cultures permanentes (61 %), terres arables (19,7 %), forêts (11,4 %), prairies (4,9 %), eaux maritimes (2,5 %), zones agricoles hétérogènes (0,6 %). L'évolution de l’occupation des sols de la commune et de ses infrastructures peut être observée sur les différentes représentations cartographiques du territoire : la carte de Cassini (XVIIIe siècle), la carte d'état-major (1820-1866) et les cartes ou photos aériennes de l'IGN pour la période actuelle (1950 à aujourd'hui).

### Voies de communication et transports
Accès avec les routes départementales D 255 et D 927 à partir de Blaye vers le nord ainsi,que la Route verte (de Bordeaux à Royan).

### Risques majeurs
Le territoire de la commune de Fours est vulnérable à différents aléas naturels : météorologiques (tempête, orage, neige, grand froid, canicule ou sécheresse), inondations et séisme (sismicité faible). Il est également exposé à un risque technologique, le risque nucléaire. Un site publié par le BRGM permet d'évaluer simplement et rapidement les risques d'un bien localisé soit par son adresse soit par le numéro de sa parcelle.

#### Risques naturels
Certaines parties du territoire communal sont susceptibles d’être affectées par le risque d’inondation par débordement de cours d'eau et par submersion marine. La commune a été reconnue en état de catastrophe naturelle au titre des dommages causés par les inondations et coulées de boue survenues en 1982, 1988, 1993, 1999, 2001 et 2009,.

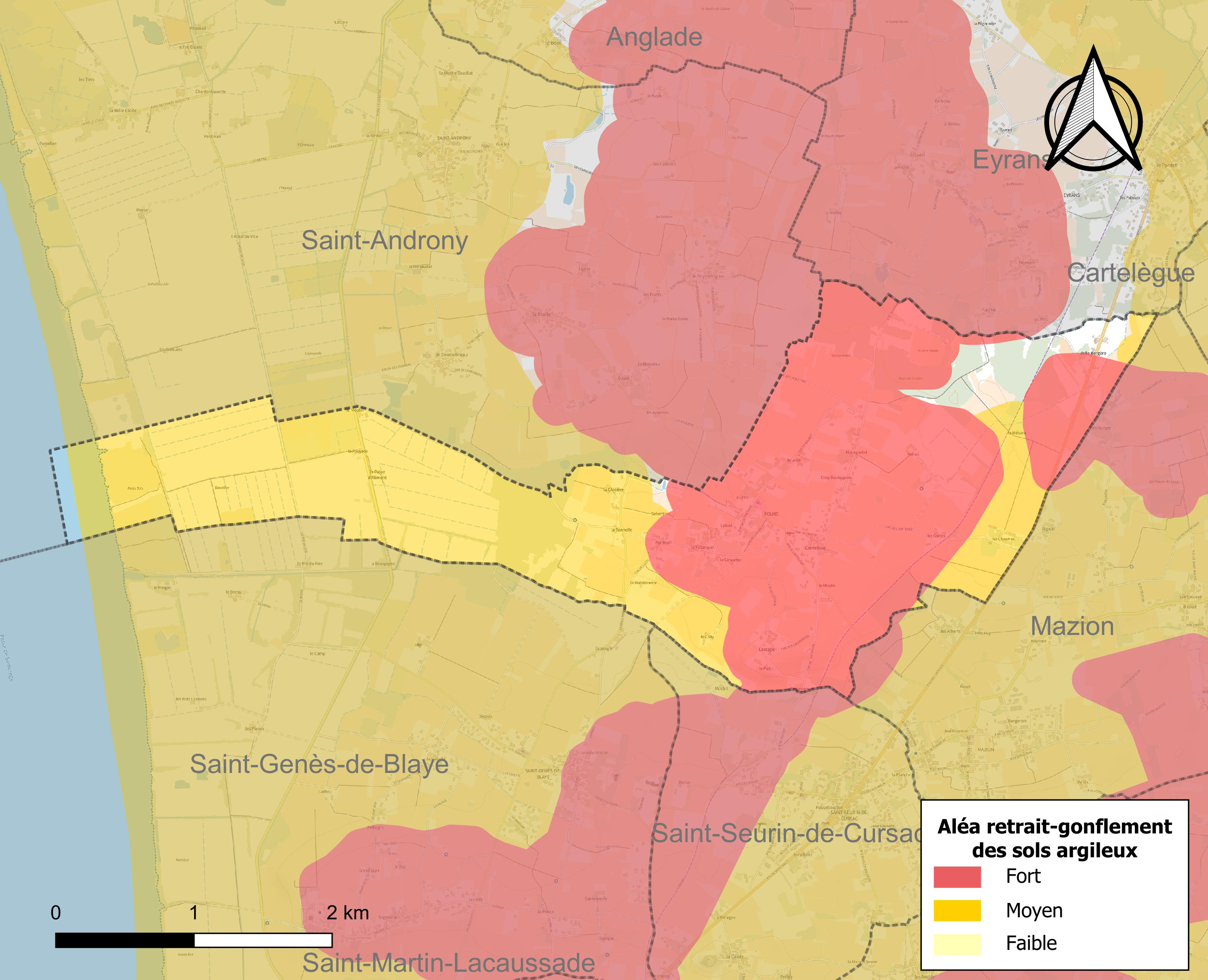
Carte des zones d'aléa retrait-gonflement des sols argileux de Fours.

Le retrait-gonflement des sols argileux est susceptible d'engendrer des dommages importants aux bâtiments en cas d’alternance de périodes de sécheresse et de pluie. 94,3 % de la superficie communale est en aléa moyen ou fort (67,4 % au niveau départemental et 48,5 % au niveau national). Sur les 150 bâtiments dénombrés sur la commune en 2019, 145 sont en aléa moyen ou fort, soit 97 %, à comparer aux 84 % au niveau départemental et 54 % au niveau national. Une cartographie de l'exposition du territoire national au retrait gonflement des sols argileux est disponible sur le site du BRGM,.
Par ailleurs, afin de mieux appréhender le risque d’affaissement de terrain, l'inventaire national des cavités souterraines permet de localiser celles situées sur la commune.
Concernant les mouvements de terrains, la commune a été reconnue en état de catastrophe naturelle au titre des dommages causés par des mouvements de terrain en 1999.

#### Risques technologiques
La commune étant située totalement dans le périmètre du plan particulier d'intervention (PPI) de 20 km autour de la centrale nucléaire du Blayais, elle est exposée au risque nucléaire. En cas d'accident nucléaire, une alerte est donnée par différents médias (sirène, sms, radio, véhicules). Dès l'alerte, les personnes habitant dans le périmètre de 2 km se mettent à l'abri. Les personnes habitant dans le périmètre de 20 km peuvent être amenées, sur ordre du préfet, à évacuer et ingérer des comprimés d’iode stable,,.

## Toponymie
Du latin furnus, « four ».

## Histoire
Vers le XIVe siècle, Fours est mentionné sous le nom de Sanctus Martinus de Forntz. La paroisse existe donc déjà, dotée d’une église construite au XIIe siècle.
Au XVIIe siècle, le duc Claude de Saint-Simon projette l’assèchement des marais et le défrichement de la "comtau" de Blaye -ancien terme gascon désignant un territoire comtal du duc d’Aquitaine-. Les curés des vingt et une paroisses concernées, reçoivent une partie de ces terres. Le prêtre de Fours se voit donc donner pour sa part sept mille journaux de la "comtau" d’Étauliers et quinze dans la métairie "Les Possessions".
En 1825, près de deux siècles plus tard, Fours reçoit après maintes discussions sa part de copropriété qui sert à l’entretien des routes et de l’église.
Aujourd’hui, la principale activité de la commune est la viticulture avec la production de vin en appellation Premières côtes-de-blaye. Les vignes sont réparties sur un tiers du territoire municipal.

## Politique et administration

### Administration municipale
Le nombre d'habitants au recensement de 2011 étant compris entre 100 et 499, le nombre de membres du conseil municipal pour l'élection de 2014 est de onze,.

### Rattachements administratifs et électoraux
Commune faisant partie de la communauté de communes de Blaye et du canton de l'Estuaire (avant le redécoupage départemental de 2014, Fours faisait partie de l'ex-canton de Blaye).

### Liste des maires
| Période                                  | Période  | Identité             | Étiquette | Qualité  |
| ---------------------------------------- | -------- | -------------------- | --------- | -------- |
| Les données manquantes sont à compléter. |          |                      |           |          |
| 2001                                     | 2020     | Georges-André Pastor | SE        | Retraité |
| 2020                                     | En cours | Jean-Michel Belis    |           |          |

## Démographie
L'évolution du nombre d'habitants est connue à travers les recensements de la population effectués dans la commune depuis 1793. Pour les communes de moins de 10 000 habitants, une enquête de recensement portant sur toute la population est réalisée tous les cinq ans, les populations de référence des années intermédiaires étant quant à elles estimées par interpolation ou extrapolation. Pour la commune, le premier recensement exhaustif entrant dans le cadre du nouveau dispositif a été réalisé en 2005.

En 2022, la commune comptait 265 habitants, en évolution de −16,4 % par rapport à 2016 (Gironde : +6,91 %, France hors Mayotte : +2,11 %).
| 1793 | 1800 | 1806 | 1821 | 1831 | 1836 | 1841 | 1846 | 1851 |
| ---- | ---- | ---- | ---- | ---- | ---- | ---- | ---- | ---- |
| 264  | 273  | 304  | 307  | 339  | 360  | 339  | 369  | 357  |

| 1856 | 1861 | 1866 | 1872 | 1876 | 1881 | 1886 | 1891 | 1896 |
| ---- | ---- | ---- | ---- | ---- | ---- | ---- | ---- | ---- |
| 335  | 360  | 354  | 339  | 340  | 364  | 323  | 324  | 321  |

| 1901 | 1906 | 1911 | 1921 | 1926 | 1931 | 1936 | 1946 | 1954 |
| ---- | ---- | ---- | ---- | ---- | ---- | ---- | ---- | ---- |
| 331  | 330  | 334  | 286  | 276  | 268  | 241  | 228  | 239  |

| 1962 | 1968 | 1975 | 1982 | 1990 | 1999 | 2005 | 2006 | 2010 |
| ---- | ---- | ---- | ---- | ---- | ---- | ---- | ---- | ---- |
| 241  | 208  | 195  | 252  | 250  | 279  | 286  | 285  | 283  |

| 2015 | 2020 | 2022 | - | - | - | - | - | - |
| ---- | ---- | ---- | - | - | - | - | - | - |
| 315  | 273  | 265  | - | - | - | - | - | - |

| selon la population municipale des années : | 1968 | 1975 | 1982 | 1990 | 1999 | 2006 | 2009 | 2013 |
| Rang de la commune dans le département      | 373  | 297  | 315  | 320  | 348  | 340  | 337  | 343  |
| Nombre de communes du département           | 548  | 543  | 543  | 542  | 542  | 542  | 542  | 542  |

## Économie
Viticulture : blaye-côtes-de-bordeaux, côtes-de-blaye (blanc), blaye (AOC) (rouge).

## Équipements, services et vie locale

### Enseignement
Fours fait partie de l'académie de Bordeaux.
L'éducation est assurée par un regroupement pédagogique intercommunal qui regroupe les communes de Fours, Saint-Seurin-de-Cursac et Saint-Genès-de-Blaye pour les classes de la maternelle au primaire.
L'éducation est assurée par un regroupement pédagogique intercommunal qui regroupe les communes de Saint-Genès-de-Blaye, Saint-Seurin-de-Cursac et Fours pour les classes de l'école primaire (maternelle et élémentaire).

#### Événements
- Marathon des premières côtes de Blaye

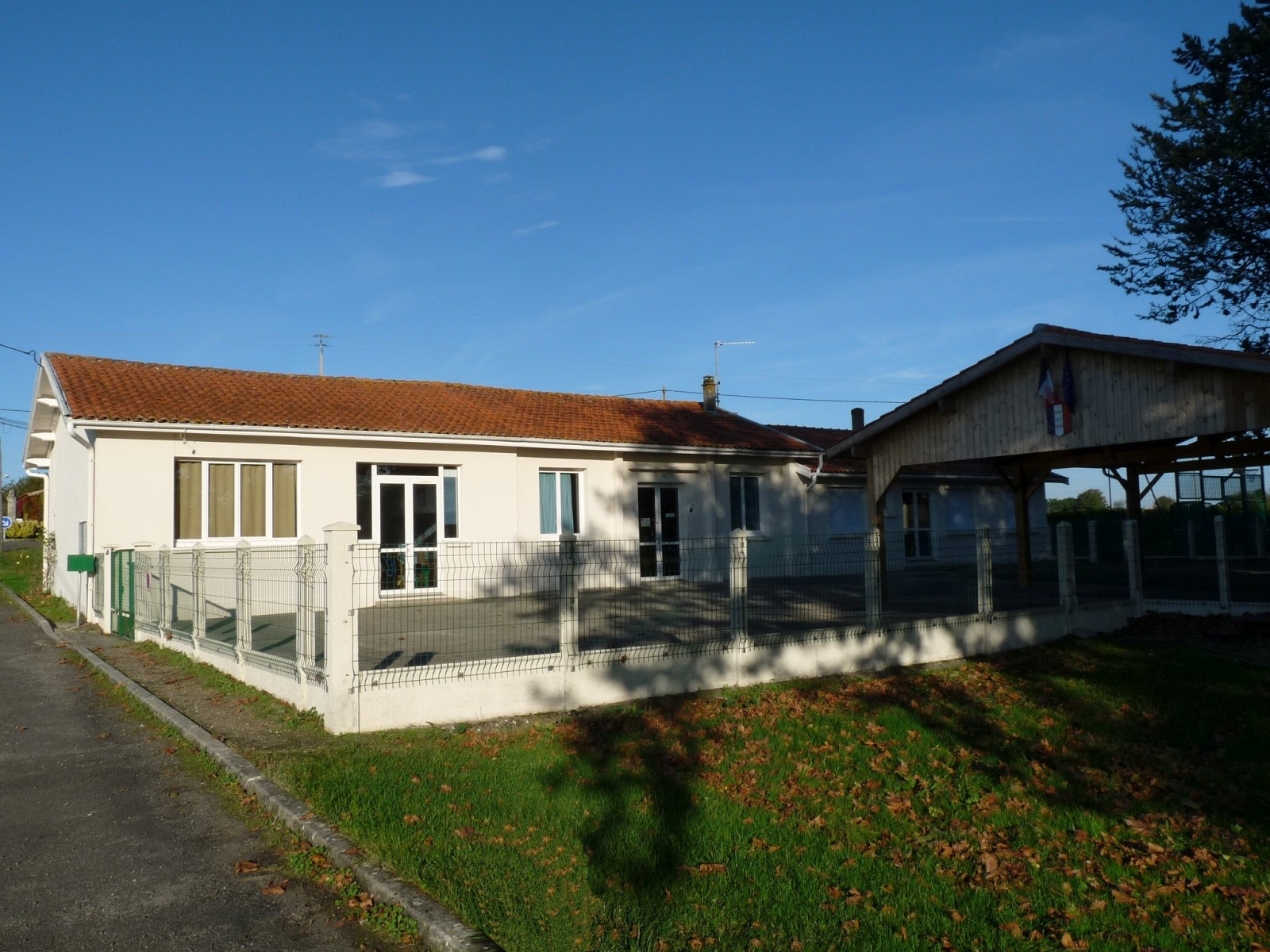
L'école primaire
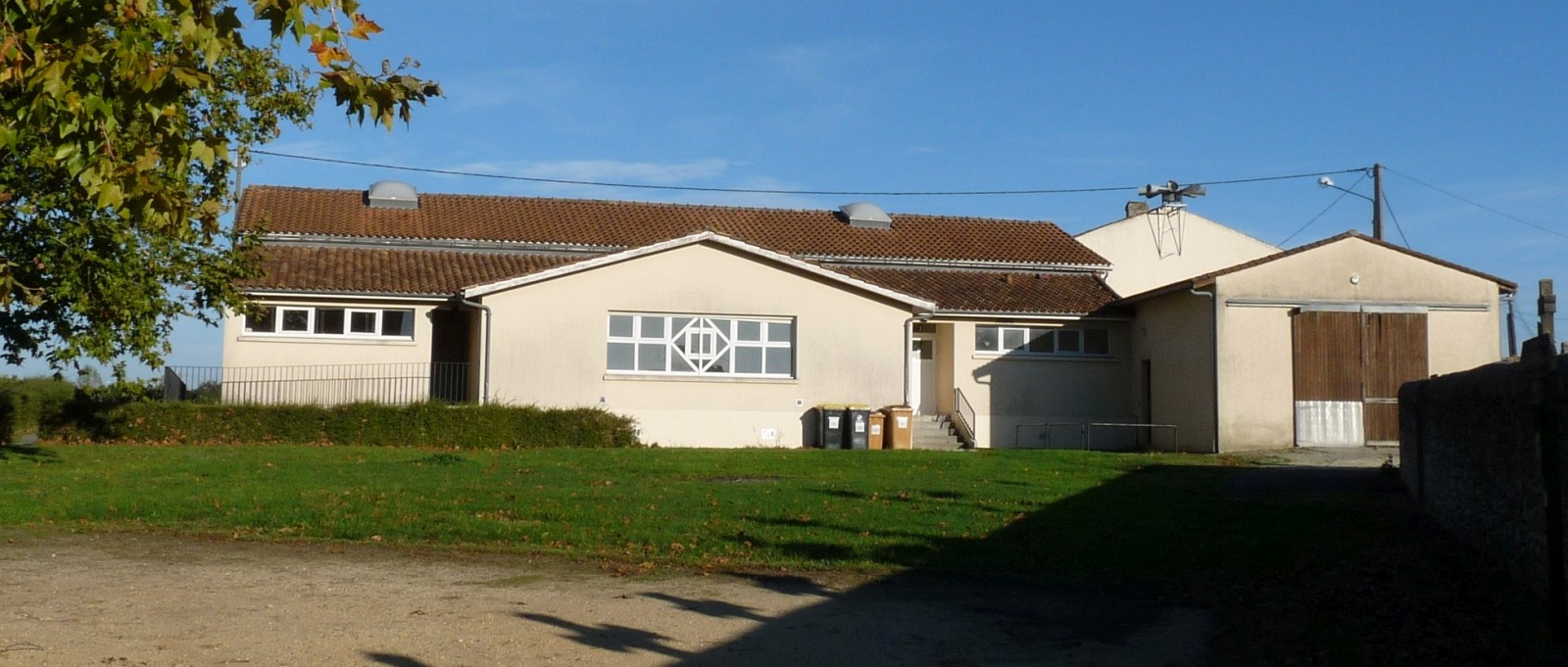
La salle des fêtes

### Activités sportives
Chasse, pêche,

## Lieux et monuments
- L'église paroissiale Saint-Louis
- Fontaine Saint-Blaise
- Monument aux morts
- Parc naturel marin de l'estuaire de la Gironde et de la mer des Pertuis

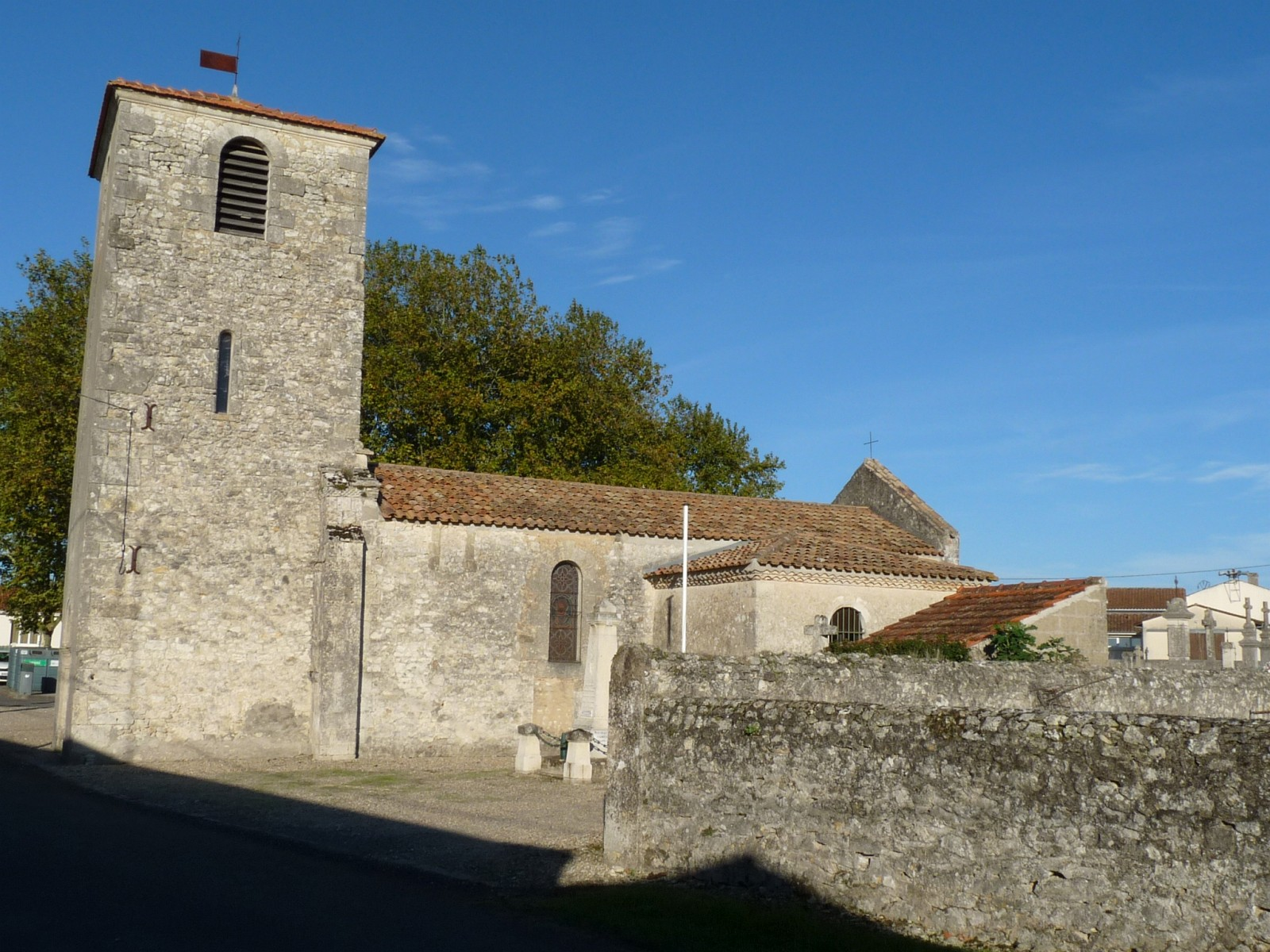
L'église
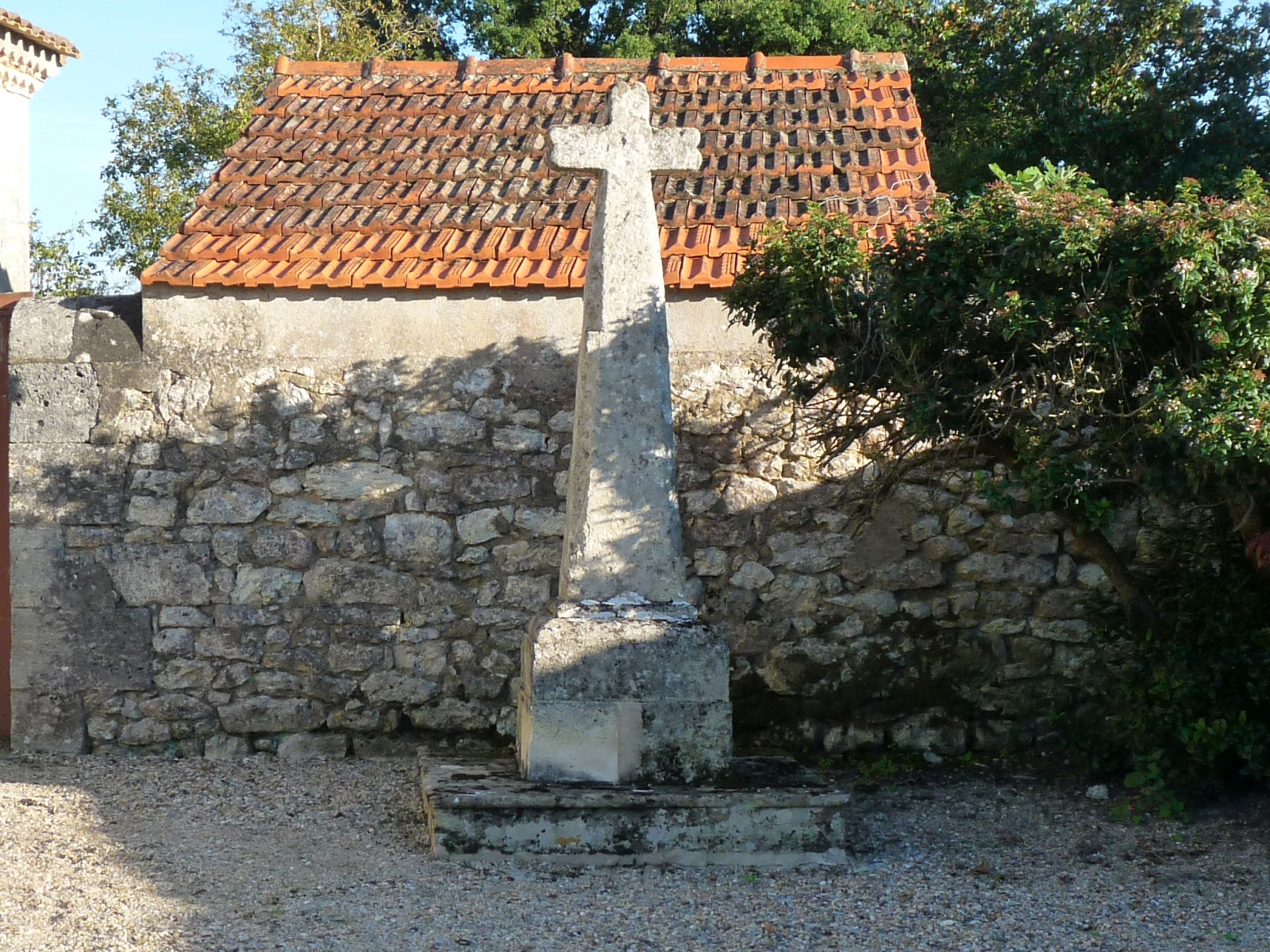
Croix près de l'église
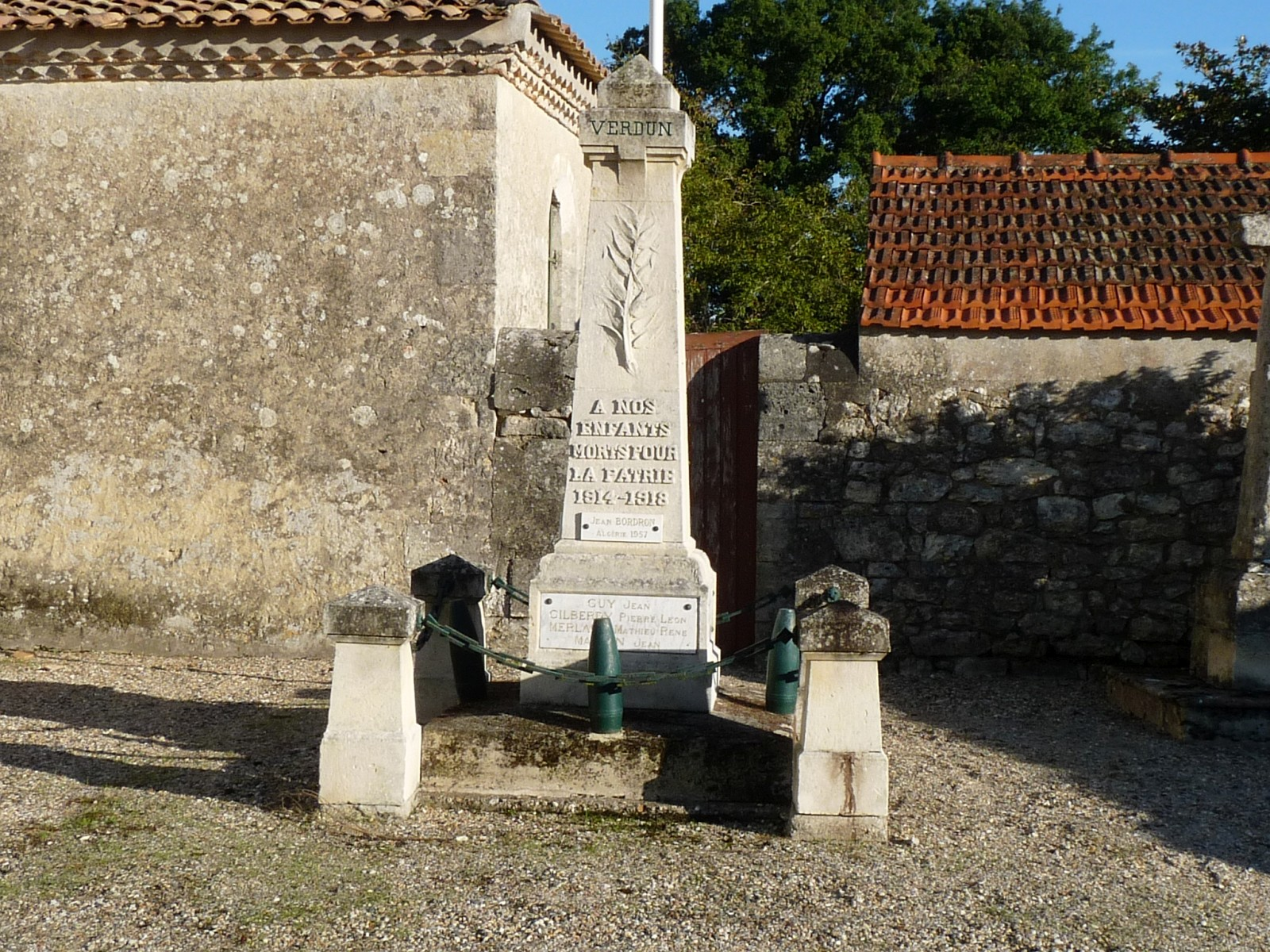
Le monument aux morts

## Tourisme
La commune de Fours fait partie du réseau « Blaye Bourg Terres d’Estuaire » regroupant depuis 2018 les Offices de Tourisme de Blaye, Bourg, Cubzaguais, Saint-Ciers-sur-Gironde et Saint-Savin.